# Constant Djakpa
Constant Djakpa (Abiyán, Costa de Marfil, 17 de octubre de 1986) es un futbolista marfileño que juega de defensa.

## Selección nacional
El 1 de junio de 2014, luego de haber sido incluido en la lista preliminar en mayo, Djakpa fue ratificado en la nómina definitiva de 23 jugadores que representarán a su país en la Copa Mundial de Fútbol de 2014.

### Participaciones en Copas del Mundo
| Mundial                        | Sede   | Resultado    |
| ------------------------------ | ------ | ------------ |
| Copa Mundial de Fútbol de 2014 | Brasil | Primera fase |

## Clubes
| Club                  | País            | Año       |
| --------------------- | --------------- | --------- |
| Stella Club d'Adjamé  | Costa de Marfil | 2005      |
| Sogndal Fotball       | Noruega         | 2006      |
| CS Pandurii Târgu Jiu | Rumanía         | 2007-2008 |
| Bayer 04 Leverkusen   | Alemania        | 2008-2009 |
| Hannover 96           | Alemania        | 2009-2011 |
| Eintracht Fráncfort   | Alemania        | 2011-2016 |
| 1. F. C. Núremberg    | Alemania        | 2017      |
| S. C. Hessen Dreieich | Alemania        | 2018-2019 |
| A. S. Poissy          | Francia         | 2021      |
| A. S. Chatou          | Francia         | 2021-2022 |